# Ignacy Skorupka

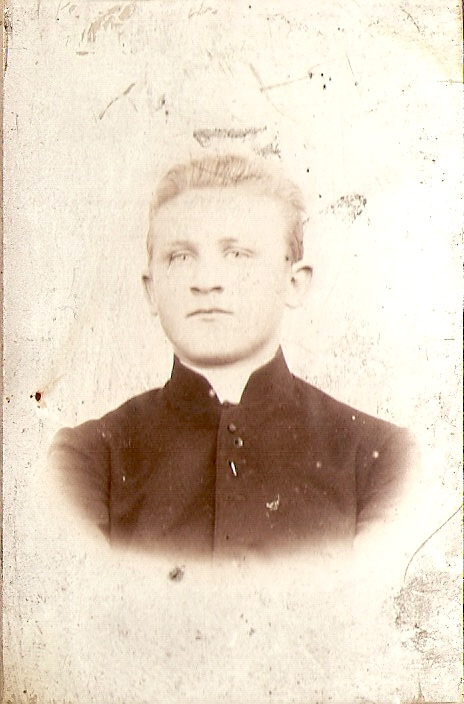

Ignacy Skorupka (31 de julho de 1893 – 14 de agosto de 1920) foi um padre polonês, capelão do exército polonês. Ele morreu durante a batalha de Varsóvia. Ele se tornou uma das vítimas mais famosas da batalha.

## Biografia
Ignacy Jan Skorupka nasceu em 31 de julho de 1893 em Varsóvia.  Ele estudou no seminário em São Petersburgo. Em 1916 ele recebeu sua Ordem Sacra, e em 1918 ele foi um pároco durante um breve período no Império Russo. Nos tempos caóticos dos primeiros estágios da Guerra Polonês-Soviética em 1918, ele se tornou um dos líderes regionais poloneses na fronteira de Kresy. Desde o outono de 1918 exerceu a profissão religiosa em Łódź, e a partir do outono de 1919, na capital polonesa, Varsóvia. Ele fez vários sermões na Catedral de São João.
No início de julho de 1920, ele se ofereceu como capelão militar do Exército polonês e foi adicionado ao 236 Regimento de Infantaria do Exército Voluntário (mais tarde, parte do 36º Regimento de Infantaria ).  Na noite de 14 de agosto, ele foi morto na batalha de Ossów durante o contra-ataque polonês, parte da batalha maior de Varsóvia.  Dois relatos diferentes de sua morte surgiram. Uma sugere que ele estava no meio da Unção dos Doentes para um soldado mortalmente ferido quando ele, um não combatente, foi atingido por uma bala acidental. Outro, popularizado por um despacho militar polonês de 16 de agosto, afirmou que o capelão Skorupka morreu enquanto encorajava os soldados a avançar, liderando um ataque nas linhas de frente, com um crucifixo nas mãos.

## Lembrança

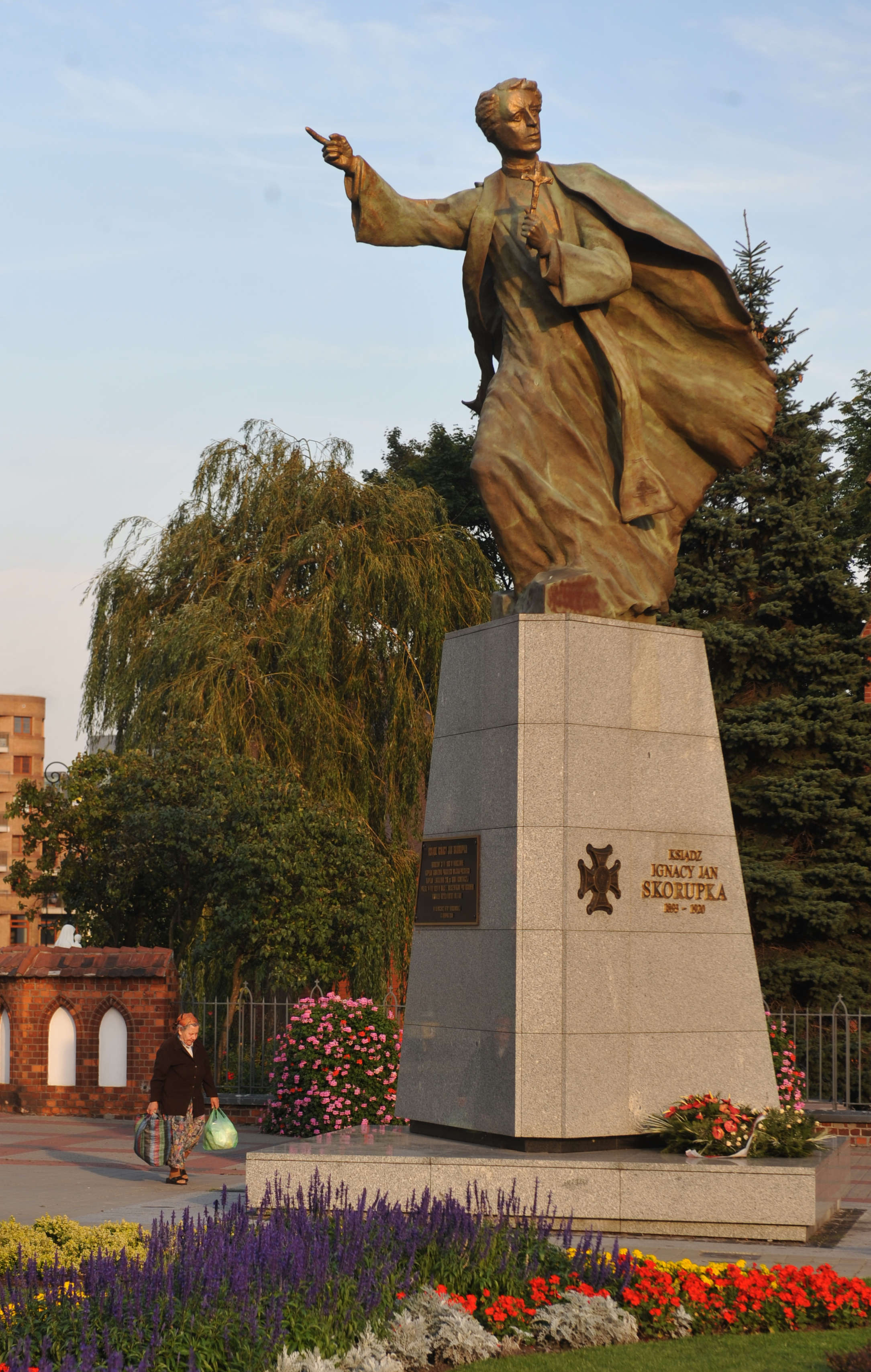
Monumento a Skorupka em Varsóvia

Um dia depois, seu corpo foi transportado para uma igreja-guarnição em Varsóvia e, em breve, ele recebeu um funeral de estado no prestigioso cemitério de Powązki, com a presença de muitas autoridades governamentais e militares; o general Józef Haller presenteou-o com uma cruz de prata póstuma da Virtuti Militari. Vários monumentos, ruas e outros marcos foram dedicados a ele na Segunda República da Polônia; ele se tornou uma figura central em vários livros, poemas e dramas; e o Papa Pio XI encomendou uma pintura de parede dele por Jan Henryk de Rosen na batalha de Castel Gandolfo. Outra pintura popular dele foi criada por Jerzy Kossak.
Um documentário sobre ele, Zwyczajny bohater, foi lançado em 2005.  Em 2010 foi condecorado postumamente com a Ordem da Águia Branca.